# Caudiès-de-Conflent
Caudiès-de-Conflent – miejscowość i gmina we Francji, w regionie Oksytania, w departamencie Pireneje Wschodnie.
Według danych na rok 1990 gminę zamieszkiwały 2 osoby, a gęstość zaludnienia wynosiła 0,3 osób/km² (wśród 1545 gmin Langwedocji-Roussillon Caudiès-de-Conflent plasuje się na 888. miejscu pod względem liczby ludności, natomiast pod względem powierzchni na miejscu 934.).

## Populacja

Populacja Caudiès-de-Conflent w latach 1962–2008